# Aufbau: Kulturpolitische Monatsschrift

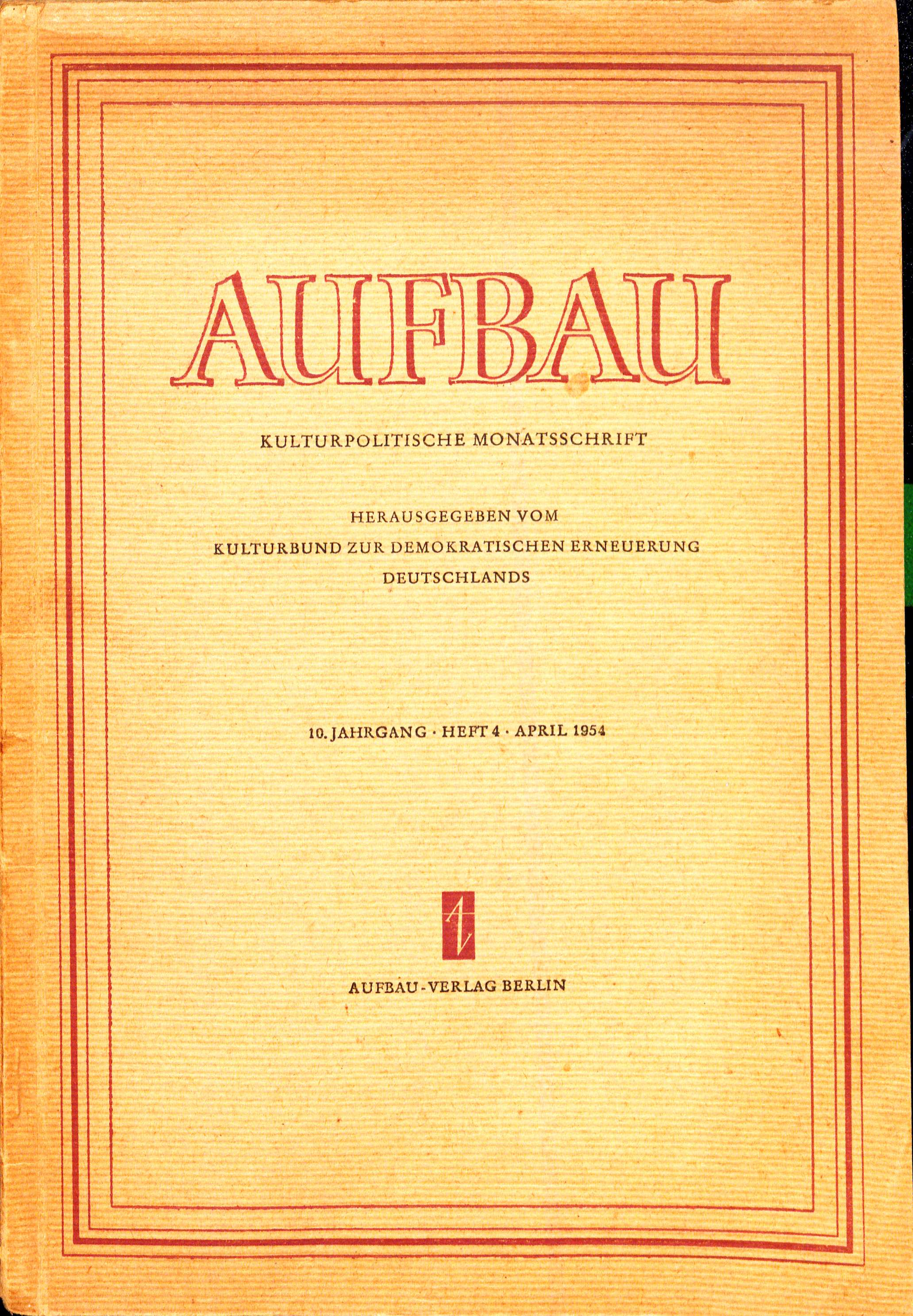
Aprilheft 1954

Aufbau war eine ostdeutsche Kulturzeitschrift. Sie erschien 1945 als „erstes Verlagserzeugnis“ im Aufbau-Verlag als „kulturpolitische Monatsschrift mit literarischen Beiträgen“. Von 1945 (Heft 1 im September) bis 1958 (Heft 7) wurde die Zeitschrift vom „Kulturbund zur demokratischen Erneuerung Deutschlands“, dem späteren Kulturbund der DDR, herausgegeben. Chefredakteur war Klaus Gysi, der als illegales KPD-Mitglied nach einer Internierung in Frankreich 1940 nach Berlin zurückgekehrt war. Nach dessen Wahl zum Bundessekretär des Kulturbundes folgt ihm 1949 der aus mexikanischem Exil remigrierte Bodo Uhse; er bekleidet die Funktion bis zur Einstellung der kulturpolitischen Monatsschrift nach dem Juli-Heft 1958.
Entsprechend der im Geleitwort des ersten Heftes formulierten Maxime, „daß die Erweckung und Sammlung aller aufbauenden Kräfte auf weltanschaulich-kulturellem Gebiet die große nationale Aufgabe unseres Volkes wesentlich fördern wird,“ decken die im Impressum als ‚ständige Mitarbeiter‘ Genannten ein kulturpolitisch breites Spektrum ab. Wird in den beiden ersten Jahrgängen die Auseinandersetzung mit der nationalsozialistischen Vergangenheit noch im Dialog und ohne Anfeindungen zwischen inneren und äußeren Emigranten geführt, „richtete Alexander Abusch im Heft 10/1947 [‚Die innere und äußere Emigration in der deutschen Literatur.‘, S. 223–226] die Breitseiten vor allem auf Manfred Hausmann.“ Mit der Spaltung in zwei deutsche Staaten ziehen sich die nicht sozialistisch oder kommunistisch orientierten Mitarbeiter zurück: „Unter dem wachsenden weltpolitischen Druck zerriß auch das Integrationsprinzip des ‚Aufbau‘.“
Doch auch unter neuen gesellschaftlichen Rahmenbedingungen bietet Aufbau ein Forum für ein ‚Gespräch um den Frieden‘ (Heft 5/1949), an dem auf der einen Seite Bodo Uhse, Arnold Zweig, Alexander Abusch sowie Manfred Meusel und auf der anderen Seite Rudolf Alexander Schröder, Ulrich Noack, Reinhold Schneider, Ernst Penzoldt, Manfred Hausmann sowie Horst Lange teilnehmen; der Dialog wird als ‘Deutsches Gespräch’ bis 1951 weitergeführt. Zu Wort kommen in den 50er Jahren mit Ernst Bloch, Alfred Kantorowicz, Hans Mayer und Joachim Müller auch (system-)kritische DDR-Intellektuelle.
Das abrupte Ende des Aufbau erklärt sich aus der vermeintlichen Tauwetterperiode nach dem XX. Parteitag der KPdSU und der darauf folgenden Restalinisierung. Die von Verlagsleiter Walter Janka beförderte Programmerneuerung (Öffnung zur literarischen Moderne, Demokratisierung des Verlags incl. Aufhebung der Buch- und Zeitschriftenzensur) wird mit dessen Verhaftung und Verurteilung in einem Schauprozess beendet. Cheflektor Bodo Uhse, der auch kritischen Stimmen eine Plattform geboten hatte, war „durch die politische Lage entmutigt, von der Verfolgung seines Freundes Janka […] schwer getroffen, ließ die Zügel in der Redaktion schleifen, um schließlich den Kulturbund inständig um die Ablösung als Chefredakteur zu bitten.“ Ohne Nachfolger überlässt Uhse dem Redakteur Rolf Schneider die Arbeit. „Als offenkundig wurde, daß Schneider die Geschäfte allein führte und zu einem Forum für neue Literatur umprofilieren wollte“, wurde die ‚Kulturpolitische Monatsschrift‘ eingestellt, den Abonnenten aber erst ein halbes Jahr später mitgeteilt, „der Aufbau habe in dieser Form seine Funktion erfüllt.“ (Ebd.)
Der Editionswissenschaftler Siegfried Scheibe hat eine lückenlose Bibliographie der Zeitschrift Aufbau erarbeitet; er weist detailliert sämtliche 5.244 Titel nach und erfasst im Register lückenlos Mitarbeiter, Autoren, Schlagworte und Rubriken. Im Vorwort präsentiert Dieter Noll in Kalter-Kriegs-Rhetorik und SED-Phraseologie eine linientreue DDR-Binnensicht auf die Geschichte der Zeitschrift, die „als Organ des ‚Kulturbundes zur demokratischen Erneuerung‘ eines vom Faschismus entstellten Bewusstseins gegründet, […] die gesellschaftliche Aufgabe erfüllt“ habe. Dagegen kommt Ruth Glatzer in ihrer Verlagschronik für 1956 mit Andeutungen auf Wolfgang Harichs Verhaftung wegen „konterrevolutionärer Tätigkeit“ und Walter Jankas „Freiheitsentzug“ der Realität schon näher; für 1957 konstatiert sie: „Auch im Verlag und unter seinen Autoren spielten das ganze Jahr über Auseinandersetzungen und Diskussionen, die im Gefolge des XX. Parteitages und der Ereignisse in Ungarn geführt werden, eine große Rolle.“